# 조지프 오닐

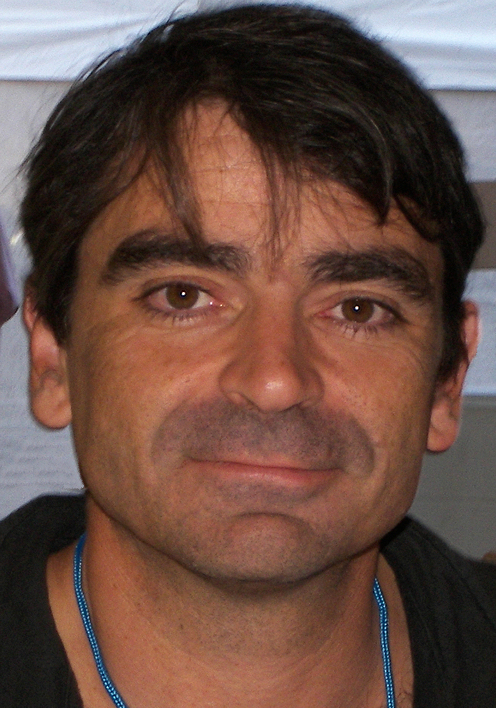
조지프 오닐

조지프 오닐(Joseph O'Neill, 1964년 ~ )은 아일랜드의 작가이다.